# عمارة فاطمية
جمعت العمارة الفاطمية التي تطورت في الدولة الفاطمية (909-1167 ميلادي) في شمال أفريقيا عناصر من العمارة الشرقية والغربية، حيث استندت على العمارة العباسية، والبيزنطية، والمصرية القديمة، والقبطية وتقاليد شمال أفريقيا. تقربت العمارة الفاطمية من الأنماط الإسلامية المبكرة وعمارة المماليك في مصر التي تعود للعصور الوسطى، فقدمت بذلك العديد من الابتكارات.

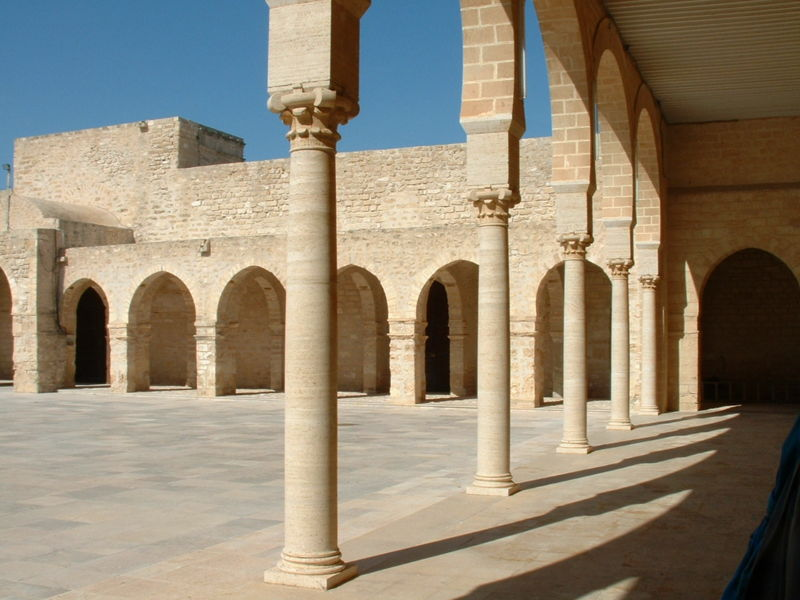
داخل المسجد الكبير بالمهدية عام 2006.

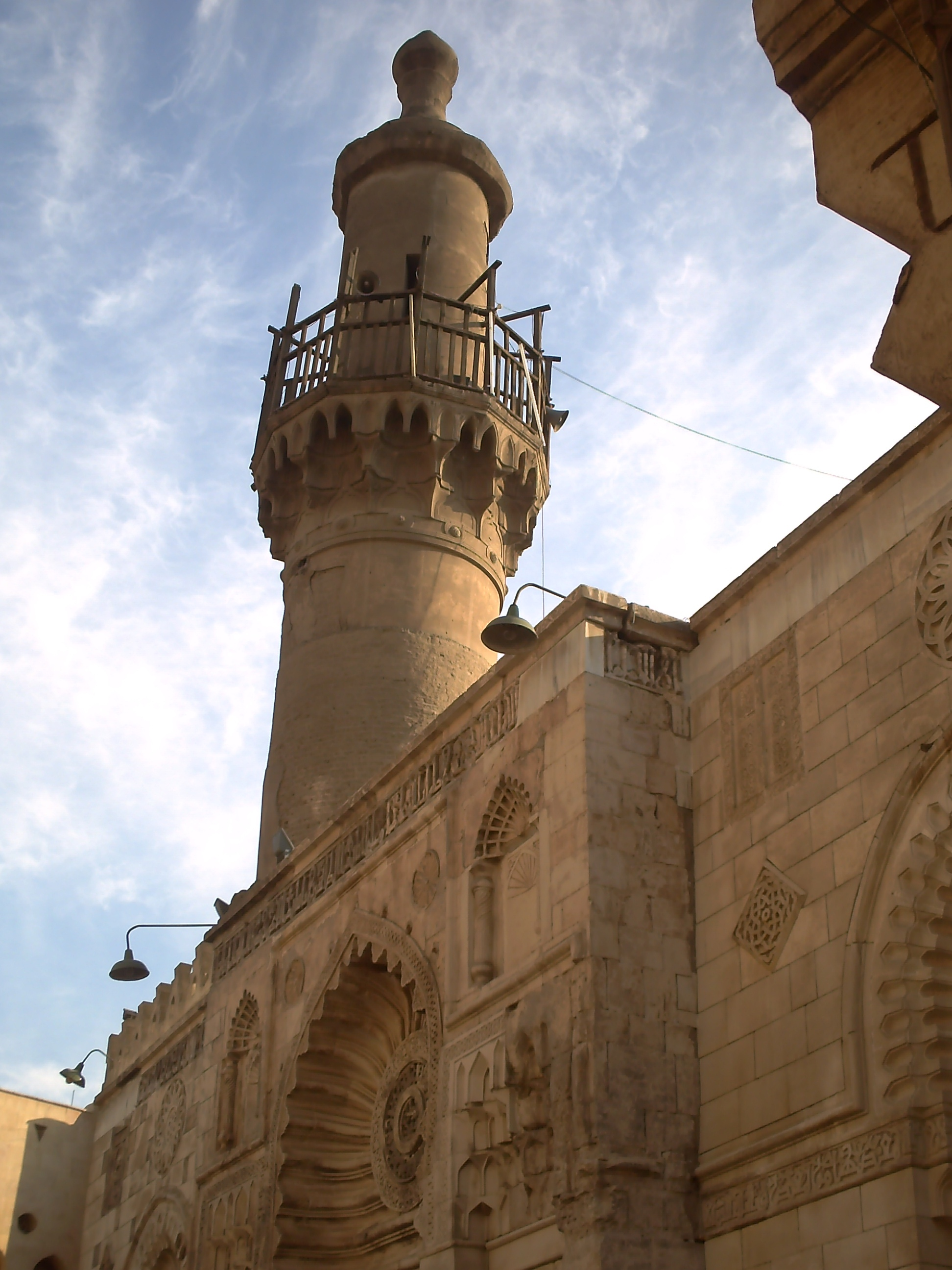
مسجد الأقمر عام 2010.

عُثر على ثروة العمارة الفاطمية في المدن الرئيسية في المهدية (921-948)،
والمنصورية (948-973) والقاهرة (973-1169). كان قلب النشاط المعماري خلال الحكم الفاطمي في القاهرة -المدينة القديمة في القاهرة- على الجانب الشرقي من النيل، حيث بُنيت العديد من القصور والمساجد والمباني الأخرى. يعتبر العزيز بالله (حكم من 975-996) عمومًا أكثر البنائين الفاطميين شمولًا، ويعود الفضل إليه في ما لا يقل عن ثلاثة عشر معلمًا بارزًا بما في ذلك إكمال القصور الكبرى، ومسجد القاهرة، والحصن، والبرج، والجسر، وحمامات عامة.
تنافس الخلفاء الفاطميون مع حكام الإمبراطوريتين العباسية والبيزنطية، واستَرسَلوا في بناء القصور الفخمة. ومع ذلك، قصورهم، أعظم إنجازاتهم المعمارية، لم تُعرف إلا من خلال الأوصاف المكتوبة. تحتفظ العديد من المقابر والمساجد والبوابات والجدران، خاصة في القاهرة، بالعناصر الأصلية، على الرغم من تعديلها أو إعادة بنائها بشكل كبير في فترات لاحقة. ومن الأمثلة البارزة الموجودة من العمارة الفاطمية الجامع الكبير في المهدية، ومسجد الأزهر، ومسجد الحاكم بأمر الله، ومسجد الجيوشي، ومسجد اللؤلؤة في القاهرة.
على الرغم من التأثر الكبير بعمارة بلاد ما بين النهرين والبيزنطية، قدم الفاطميون أو طوروا معالم فريدة مثل قنطرة العامود المقدس ذو المحاور الأربعة، وحاملة القبة التي تربط حجوم المربعات الداخلية بالقبة. اتبعت مساجدهم أسلوب البهو المعمد، حيث كان الفناء المركزي محاطًا برواق معمد مع أسقف عادة ما تكون مدعومة بأعمدة مقوسة، التي كانت سابقًا تقام على أعمدة ذات رؤوس كورينثية ذات زخرفات نباتية. كان لديهم عدة معالم مثل المداخل التي تبرز من الجدار والقباب فوق المَحارِيب والقبلتين، وزخرفة الواجهة بنقوش تصويرية، وزخارف جصية. غالبًا ما نُحتت الأعمال الخشبية للأبواب والتصاميم الداخلية للمباني بدقة. حقق الفاطميون تطورًا كبيرًا في بناء الأضرحة أيضًا. المشهد (المزار أو المقام)، هو ضريح يخلد خلف النبي محمد، وهو  نوع مميز من العمارة الفاطمية.
من البوابات الناجية التي بُنيت في العصر الفاطمي في القاهرة بأمر من الوزير بدر الدين الجمالي (حكم 1074-1094)، باب النصر (1087)، وباب الفتوح (1087) وباب زويلة (1092). على الرغم من تغيرها على مر القرون، تتمتع بسمات معمارية بيزنطية، مع أثر قليل من التقاليد الإسلامية الشرقية. ظهر في الآونة الأخيرة أسلوب «الفاطميون الجدد»، استُخدم هذا الأسلوب في الترميم أو في المساجد الشيعية الحديثة من قِبل البهرة الداودية، التي تدعي استمراريتها من العمارة الفاطمية الأصلية.

## المرجعية

### الأصل
نشأت الدولة  الفاطمية من حركة الشيعة الإسماعيلية التي بدأت في سلمية (مدينة سورية تقع على بعد ثلاثين كيلومترًا إلى الشرق من مدينة حماة في وسط سوريا)، على الطرف الغربي من الصحراء السورية، بواسطة عبد الله أكبر، الذي ادعى أنه من الجيل الثامن من سلالة النبي الإسلامي محمد، عن طريق ابنة النبي فاطمة. في عام 899، أصبح حفيده، المعروف باسم عبيد الله المهدي، زعيمًا للحركة. هرب من أعدائه إلى سجلماسة في المغرب، حيث بشر تحت ستار كونه تاجرًا. دعمه مقاتل يُدعى أبو عبد الله الشيعي، الذي نظم انتفاضة أمازيغية أطاحت سلالة الأغالبة التونيسية، ثم دعت المهدي لتولي منصب الإمام والخليفة. نمت الإمبراطورية لتشمل صقلية وامتدت عبر شمال أفريقيا من المحيط الأطلسي إلى ليبيا. بنى الخلفاء الفاطميون ثلاث عواصم احتلت وفق الترتيب التسلسلي: المهدية (921-948) والمنصورية (948-973) في إفريقية والقاهرة (973-1169) في مصر. 

### أفريقيا
كانت المهدية مدينة مسورة تقع على شبه جزيرة على البحر الأبيض المتوسط على ساحل ما هو الآن تونس، ثم جزء من إفريقيا. احتل ميناء زيلا القرطاجي الموقع ذات مرة. تأسست المهدية عام 913 على يد عبيد الله المهدي، أول إمام فاطمي، وفي وقت لاحق كان الميناء الذي انطلق منه الغزو الفاطمي لمصر. بنى المهدي الجامع الكبير في المهدية، أقدم مسجد فاطمي، في المدينة الجديدة. اختفت المباني الأخرى التي شُيدت بالجوار في ذلك الوقت، لكن احتُفظ ببوابة الدخول الضخمة والرواق في شمال المسجد من البناء الأصلي. 
كانت المنصورية، بالقرب من القيروان، تونس، عاصمة الدولة الفاطمية في أثناء حكم الإمامين المنصور بنصر بالله (حكم 946-953) والمعز لدين الله (حكم 953-975). بنيت بين 946 و 972، وكانت مدينة مسورة دائرية بها قصور متقنة محاطة بالحدائق والبحيرات المصطنعة وقنوات مائية. انتقل الخليفة المعز لدين الله من المدينة إلى القاهرة الجديدة عام 973، لكن واصلت المنصورية العمل بصفتها العاصمة الإقليمية، لكن في عام 1057 نُبذت وتدمرت. مُسحت المواد المفيدة خلال القرون التي تلت ذلك. جميع الآثار التي نجت إلى هذا اليوم ما هي سوى آثار خافتة. 

### مصر
بنى الجنرال الفاطمي -جوهر الصقلي- قصرًا جديدًا في مدينة بالقرب من الفسطاط عند غزو مصر في عام 969، وأطلق عليها في البداية اسم المنصورية بعد العاصمة في تونس. عندما وصل المعز عام 973  تغيير الاسم إلى القاهرة. أدرجت المدينة الجديدة عناصر من تصميم المنصورية، على الرغم من أنها كانت مستطيلة وليست دائرية في المخطط. كان في كلتا المدينتين مسجد يدعى الأزهر على اسم ابنة النبي فاطمة الأزهر، وكان لكل منهما بوابتان باسم باب الفتوح وباب زويلة. كان لكِلا المدينتين قصران، للخليفة ولولي العهد، في مواجهة بعضهما. 
يُعتبر العزيز بالله (955-996) عمومًا أكثر البنائين الفاطميين شمولًا.  بمساعدة جزئية من أموال الإصلاحات الضريبية لوالده المعز، يُنسب إلى العزيز بالله الفضل في بناء 13 مبنى كبيرًا على الأقل خلال هذه الفترة من 975 حتى وفاته، بما في ذلك القصر الذهبي، ومسجد القاهرة، والحصن، وبرج، وجسر، وحمامات عامة. كانت والدته، دورزان، أرملة المعز، مسؤولةً أيضًا عن الأمر بتحريك مشاريع البناء، خاصة في منطقة القرافة، وأمرت ببناء المسجد الثاني في القاهرة، ومسجد جامع القرافة، عام 975. على غرار المسجد الأول، جامع الأزهر، كان له 14 بوابة لكن دمرته النيران فيما بعد، ولم يتبق سوى «المحراب الأخضر».  يُنسب إلى دورزان أيضًا أمر بناء قصر القرافة، وحمام عام، وخزان، ومجمع، وحديقة ملكية، ومضخة هيدروليكية لقلعة أبو المعلوم.  أمرت أيضًا ببناء بئر في فناء مسجد ابن طولون عام 995، وهو جناح يطل على النيل يسمى منازل العز، ويقع ضريحها في القرافة. 
كان بدر الدين الجمالي أيضًا بانيًا مشهورًا، إذ رعا العديد من المشاريع المعمارية وأعمال الترميم خلال فترة حكمه من 1074-1094، خاصة في المساجد، ورمم المآذن في صعيد مصر وبنى المساجد في القبلي. كما بنى العديد من البوابات والتحصينات في القاهرة.